# Read Dunes House
 (mars 2020).
Pour les articles homonymes, voir Read.
La Read Dunes House est une maison américaine située dans le comté de Porter, en Indiana. Protégée au sein du parc national des Indiana Dunes, elle est inscrite au Registre national des lieux historiques depuis le 8 décembre 2011.